# ラーマ・ラーヤ
ラーマ・ラーヤ （Rama Raya , 1485年? - 1565年1月23日）は、南インドのヴィジャヤナガル王国、トゥルヴァ朝の摂政。
ラーマ・ラージャ（Rama Raya）、アリヤ・ラーマ・ラーヤ（Aliya Rama Raya）の名でも知られる。「アリヤ」とは娘婿の意味で、これは彼がクリシュナ・デーヴァ・ラーヤの娘婿だったことに由来する。

## 生涯

### 王の娘婿として
1505年にヴィーラ・ナラシンハ・ラーヤがトゥルヴァ朝を創始した際、ビジャープル王国が攻め込んできたが、アーラヴィードゥ家のラーマ・ラーヤがこれを撃退した。
1509年に即位したその弟クリシュナ・デーヴァ・ラーヤのもとで重用され、ラーマ・ラーヤはその娘婿となった。
また、ラーマ・ラーヤはチャンドラギリとプリカットと長期にわたって密接な関係を保持し、両地方の「マハーマンダレーシュヴァラ（広域の支配者）」と呼ばれていた。

### 王国の実権掌握
1529年、クリシュナ・デーヴァ・ラーヤが死亡し、ラーマ・ラーヤは宰相ヴィーラ・ナラシンガ・ラーヤとその後継をめぐり争い、前者の推した王弟アチュタ・デーヴァ・ラーヤが王となった。
だが、アチュタ・デーヴァ・ラーヤとヴィーラ・ナラシンガ・ラーヤはすぐに不仲となり、
ヴィーラ・ナラシンガ・ラーヤはケーララ地方の領主らと組んで王に反乱を起こしたが、
これは鎮圧された。
しかし、今度はラーマ・ラーヤがアチュタ・デーヴァ・ラーヤに対してクーデターを起こし、これは成功しなかったが、これにより王は実権を失った。
1542年、アチュタ・デーヴァ・ラーヤの死後、その息子ヴェンカタ1世が王位を継承し、その母方の叔父サラカージュ・チンナ・ティルマラが権力を握った。だが、宮廷の実力者ラーマ・ラーヤはその継承に反対し、アチュタ・デーヴァ・ラーヤの弟にあたるランガ・ラーヤの息子サダーシヴァ・ラーヤを王として擁立するに至り、グッティにいた彼を迎えることとした。
1543年中頃までに、ラーマ・ラーヤはサラカージュ・チンナ・ティルマラを破って殺害し、ヴィジャヤナガルを制圧した。サダーシヴァ・ラーヤは即位式を挙げ、ヴィジャヤナガル王となった。だが、王国の実権は摂政となったラーマ・ラーヤとその弟ティルマラ・デーヴァ・ラーヤの手に完全に握られた。
1543年中ごろ、ラーマ・ラーヤはその支配を固めるため、甥のチンナ・ティンマ・ラーヤとヴィッタラ・ラーヤの率いる大軍をチャンドラギリ、ティルパティ、ブヴァナギリ、プドゥコーッタイ、マドゥライ、ティルネルヴェーリといった地域に向かわせた。

### ラーマ・ラーヤの政治
実権を握ったラーマ・ラーヤの基本政策は、王国内を安定させるとともに、バフマニー朝分裂後の北方のデカン・スルターン朝を互いに抗争させて弱体化させるというものであった。その一方、ラーマ・ラーヤはヴィジャヤナガル王国の軍勢の強化に努め、王国はインドにおける一大軍事大国となった。
まず、アフマドナガル王国とゴールコンダ王国がビジャープル王国に対する援助を求めた際、彼はポルトガル人との貿易協定でビジャープル王国への馬の供給を止め、その国力を削ごうとし、ライチュール地方を確保した。
1549年以降、ビジャープル王国とビーダル王国がアフマドナガル王国に宣戦した際、アフマドナガル王国を攻め、カリヤーンを確保した。その後、ラーマ・ラーヤはビーダル王国の領土も侵略した。
1557年、ビジャープル王国がアフマドナガル王国を攻めた際、ラーマ・ラーヤはビジャープル王国と同盟を結び、アフマドナガル王国と同盟していたゴールコンダ王国を破った。
このとき、ゴールコンダ王国の軍を破った弟のヴェンカタードリ・ラーヤは、同国の南部を占領した。
1559年、ラーマ・ラーヤはポルトガルのサントメ居留地を攻撃し、多数のポルトガル人住民を捕虜とするとともに、使徒の遺物数点を首都ヴィジャヤナガルに持ち帰った。その原因は、ポルトガルのイエズス会士がサントメ近郊のヒンドゥー寺院を破壊し、それを知った彼が激怒したからであった。
その後、ヴィジャヤナガルに連行された人々は身代金を支払い、ラーマ・ラーヤもこれを許して開放した。ポルトガルはこの一件で、ヴィジャヤナガルの強大さと、ゴロマンデル海岸における脆弱な立場を知ったのであった。

### ターリコータの戦いと死
ラーマ・ラーヤはこのように傲慢にふるまっていたが、デカン・スルターン朝の側もいいように利用されていることに気づき、ついにビジャープル王国、ゴールコンダ王国、アフマドナガル王国、ベラール王国、ビーダル王国の五王国間に同盟が結成されるに至った。
1564年末、デカン・スルターン朝連合軍は大軍をもって、ヴィジャヤナガル王国の首都ヴィジャヤナガルへと進撃した。ラーマ・ラーヤはすでに80歳を超す老人だったが、これを迎撃するため、ヴィジャヤナガルから弟と共に進軍した。
1565年1月、ラーマ・ラーヤ率いるヴィジャヤナガル軍とデカン・スルターン朝の軍勢はターリコータの地で激突した（ターリコータの戦い）。同年1月23日にラーマ・ラーヤが戦いのさなかに武将の裏切りにより捕えられ殺されてしまい、同月26日にはヴィジャヤナガル王国の軍が壊滅的な打撃を受けて、この戦いで兵100,000人が殺されることとなった。

## 死後
ラーマ・ラーヤの死と王国の受けた甚大な損害は、決定的な打撃となり、それまでの力の均衡に大きな変化を与えた。これ以降、王国はビジャープル王国とゴールコンダ王国の度重なる侵攻を受けることとなった。
ヴィジャヤナガル王国が反撃に出て、再び息を吹き返すのは、ラーマ・ラーヤの甥で最後の偉大な王ヴェンカタ2世の治世であった。
1630年にヴィジャヤナガル王となったヴェンカタ3世は、ラーマ・ラーヤの孫にあたる人物である。